# Pflugschar

Schar eines Pfluges: Meißel (5) und Schar (6) meist integriert als ein ganzes Werkzeugstück

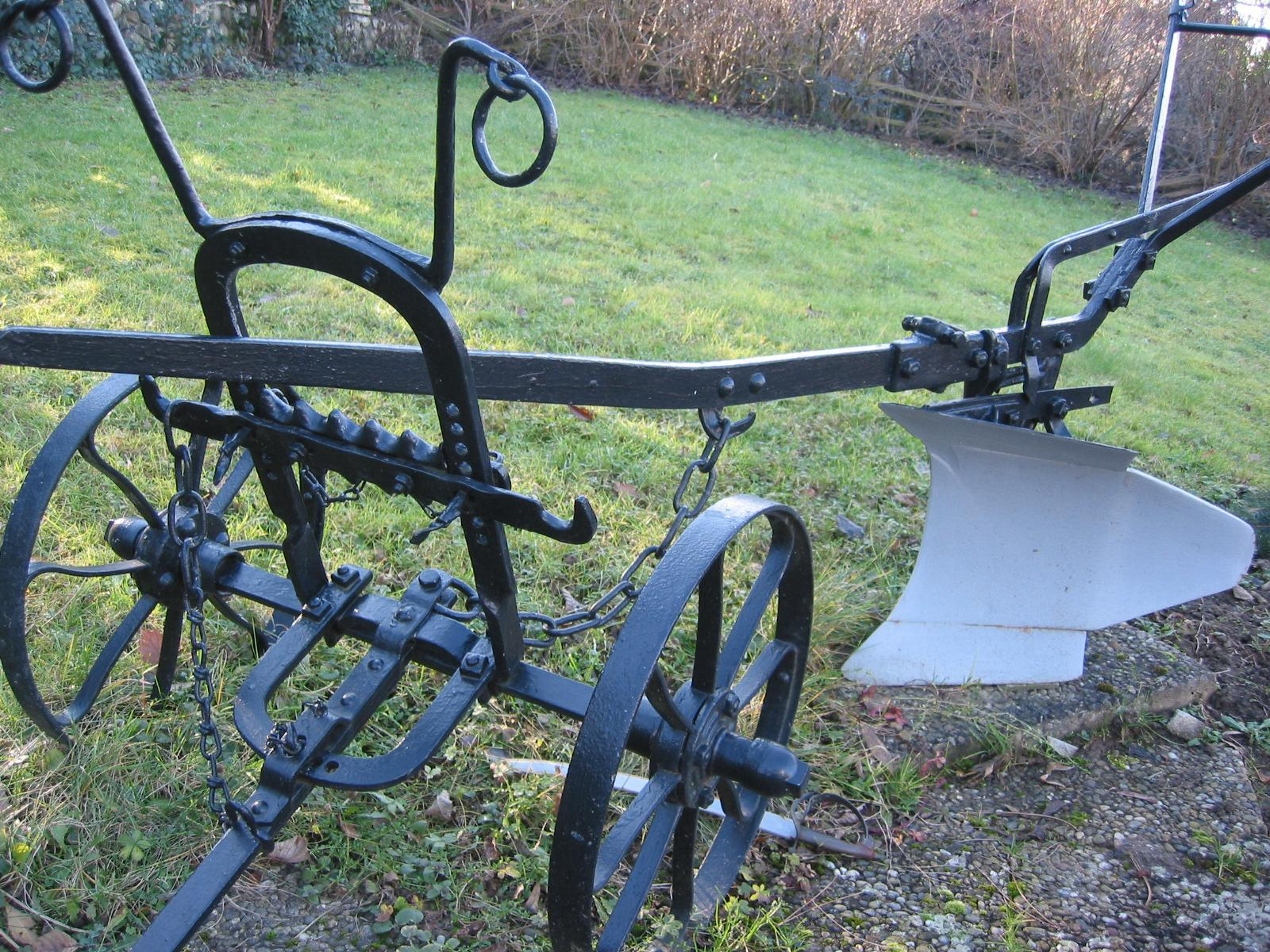
Doppelschar-Kehrpflug mit Pflugkarren für Pferdezug

Die Pflugschar (die, selten das) ist die Schneide des Pfluges. Als Schar wird unpräzise auch der Pflugkörper in seiner Gesamtheit bezeichnet. Man spricht von mehrscharigen Pflügen, meint aber eigentlich Pflüge mit mehreren Körpern.
Mit der Verstärkung der Pflugschar durch Eisen wurde eine Bearbeitung von schwereren Böden möglich.

## Wappen mit Pflugschar
Die Pflugschar ist eine gemeine Figur in der Heraldik und wird in unterschiedlicher Anzahl (eine bis drei sind gebräuchlich) und Positionen im Wappen dargestellt. Nach unten weisend ist Standard, nach oben wird als gestürzt gemeldet. Der gesamte Pflug ist als Arbeitsgerät stark stilisiert und ebenfalls im Wappenschild anzutreffen; Details wie Rad oder Sech sind ebenfalls in der Wappenbeschreibung zu melden.
Die häufige Verwendung in Wappen zeugt von Wichtigkeit und Verbundenheit der Landwirtschaft mit den Menschen der Region. Ein alter Aberglaube basierte darauf, eine Pflugschar könne böse Zauber abwehren. So wurden im Frühling Felder- oder gar Gemarkungsgrenzen mit dem Pflug abgefahren, um böse Geister an ihnen abzuhalten. Aus diesem Grund ist er ursprünglich ein heraldisches Glückssymbol.

Pflug im Wappen, Siegel und Banner von Alpen-Veen
Pflugschar im Wappen von Altenberge
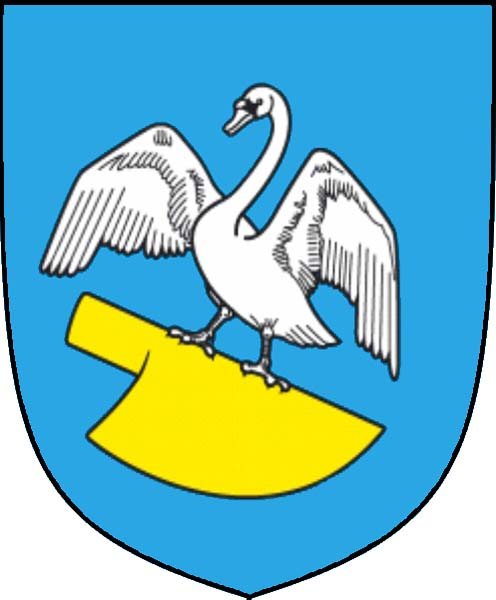
Pflugschar im Wappen von Alt Erbersdorf
Pflugscharen im Wappen von Beggingen SH
Pflug im Wappen von Berdjansk
Zwei gekreuzte und gestürzte Pflugscharen im Wappen von Berken BE
Pflug im Wappen von Biblis
Pflugschar im Wappen von Bladowitz
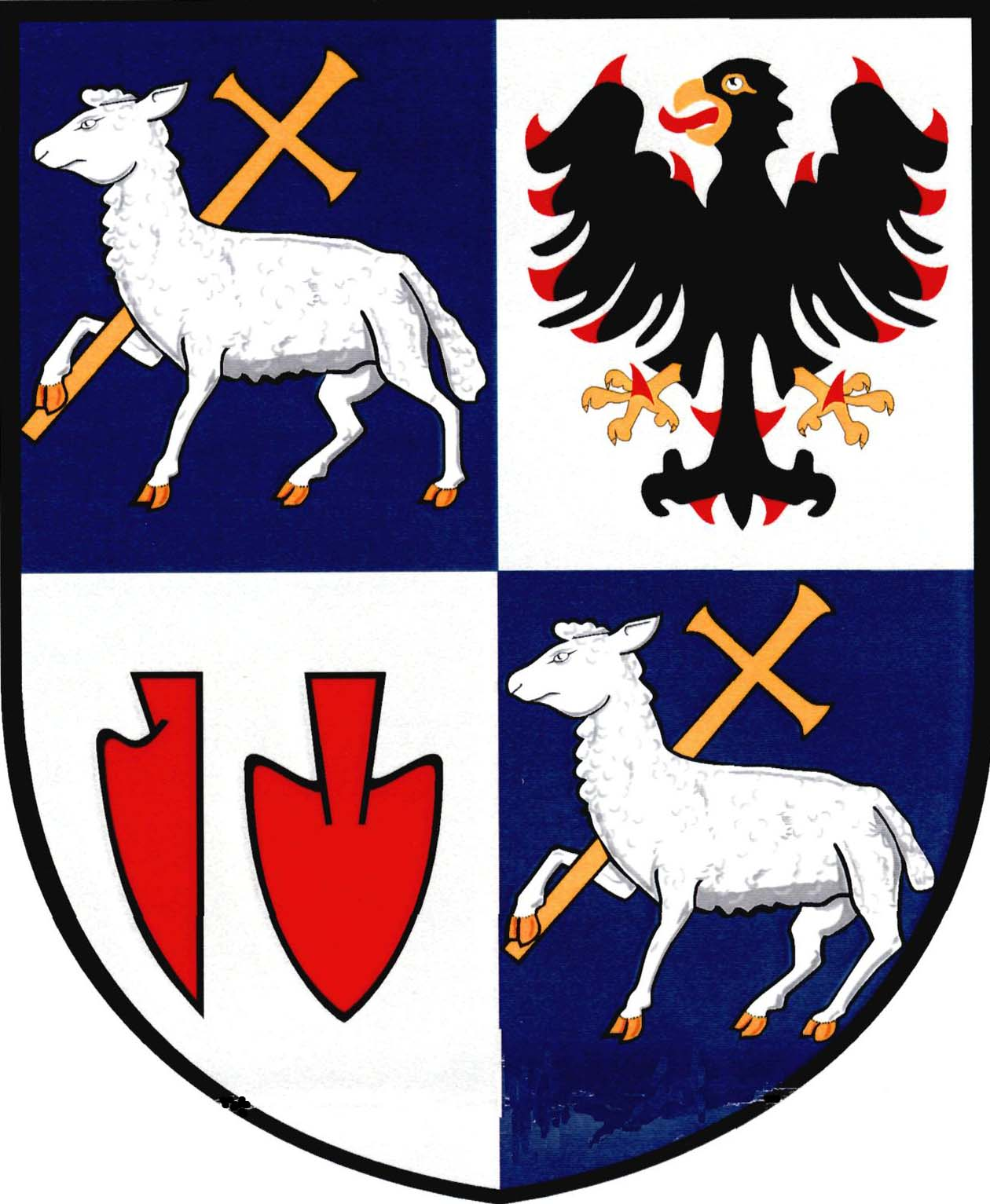
Pflugschar im Wappen von Boniowitz
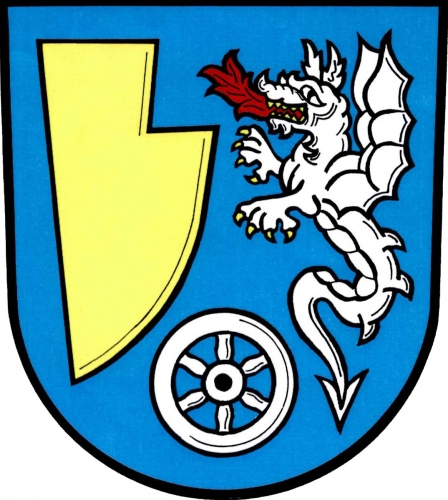
Pflugschar im Wappen von Bransdorf
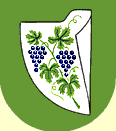
Pflugschar im Wappen von Brumowitz
Pflugschar im Wappen von Brünn-Ořeschin
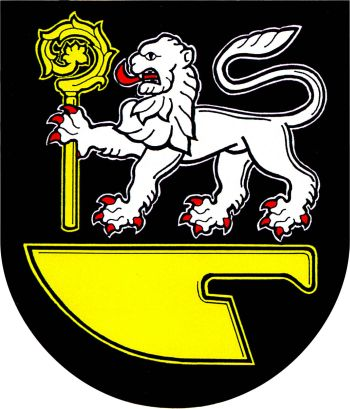
Pflugschar im Wappen von Budischowitz
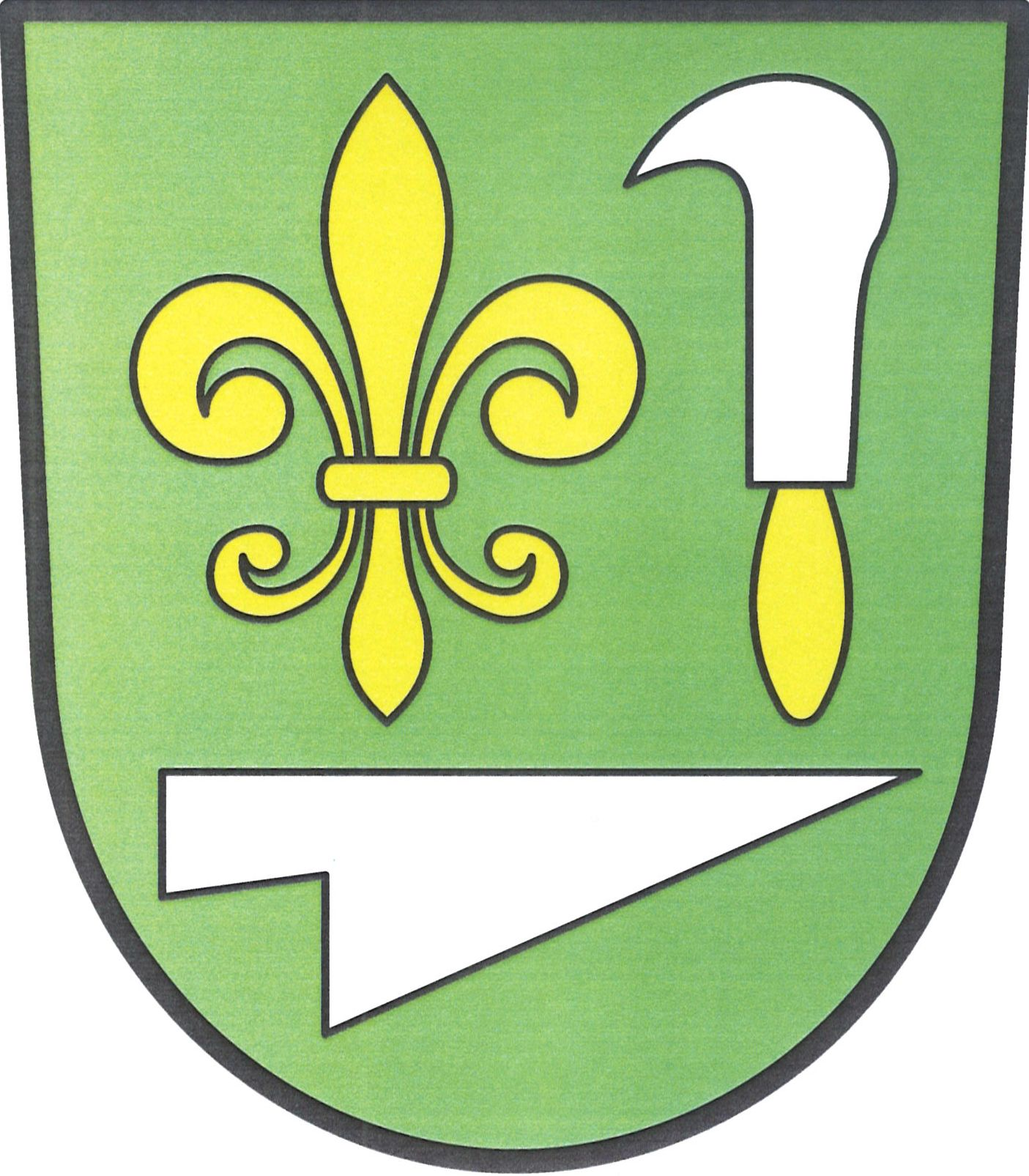
Pflugschar im Wappen von Czejtsch
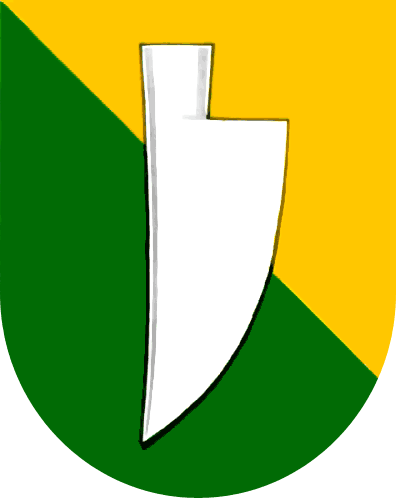
Pflugschar im Wappen von Deutsch Lodenitz
Pflugschar im Wappen von Denzlingen
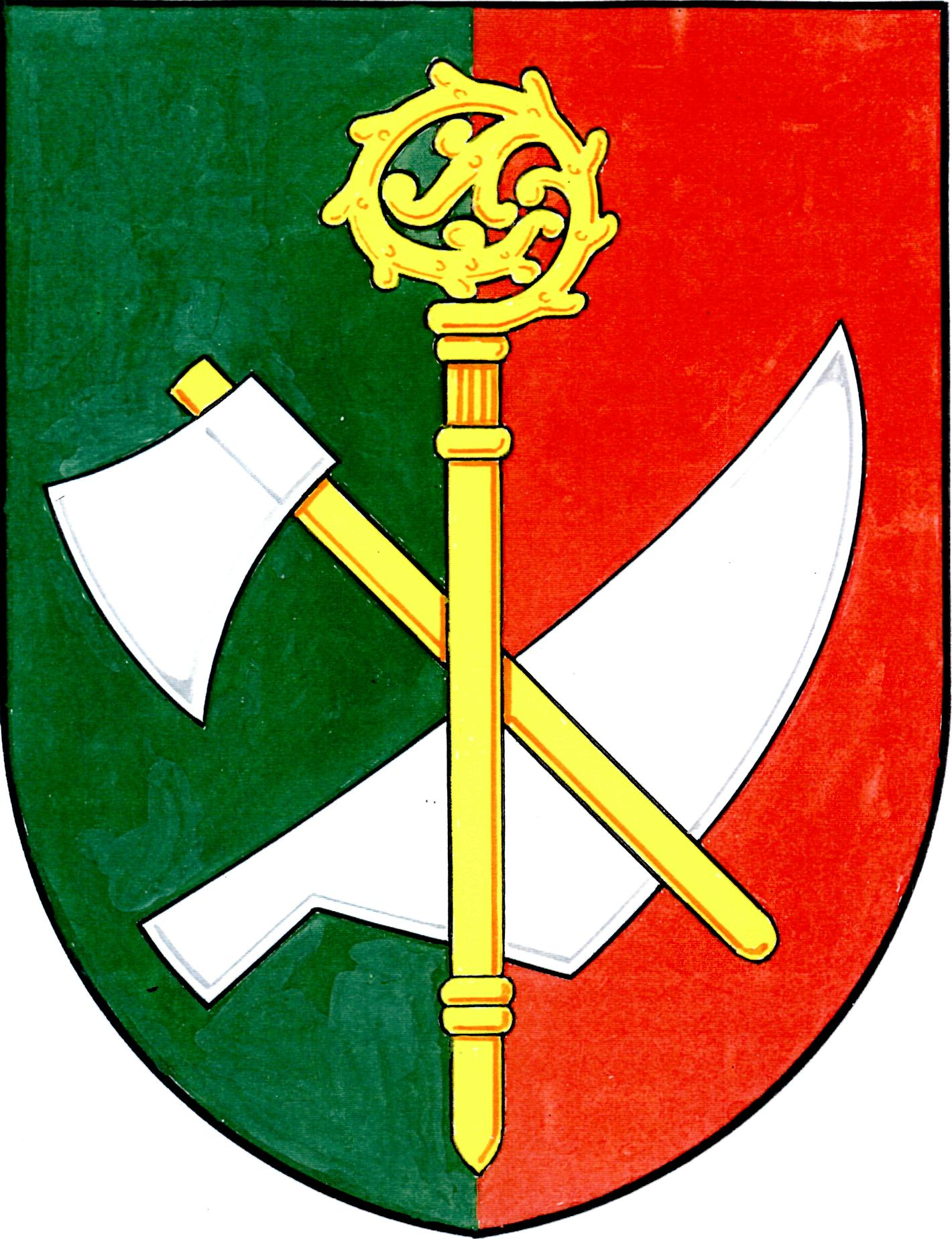
Pflugschar im Wappen von Doloplas
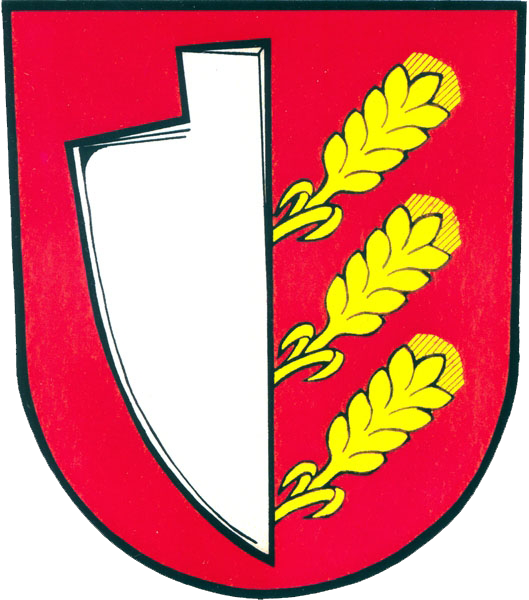
Pflugschar im Wappen von Eckersdorf
Pflugschar im Wappen von Erding
Pflug im Wappen des Gammertingener Stadtteils Feldhausen
Pflugschar im Wappen von Frei Hermersdorf
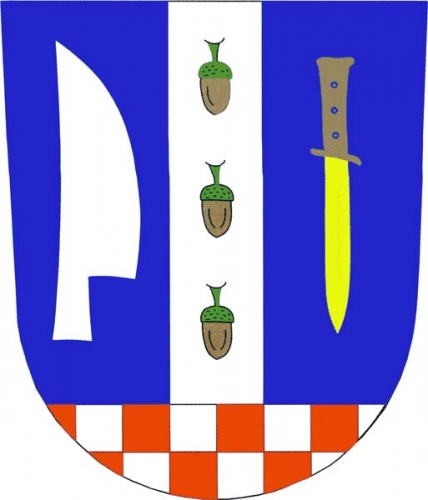
Pflugschar im Wappen von Grafendorf
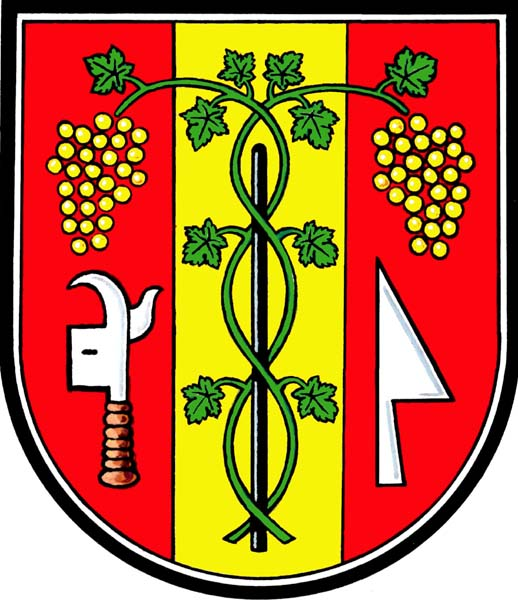
Pflugschar im Wappen von Groß Billowitz
Pflugschar im Wappen von Groß Darkwitz
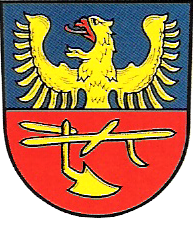
Pflug im Wappen von Kameral Ellgoth
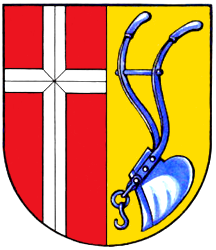
Pflug im Wappen von Kirchlinteln
Pflugschar im Wappen von Kniebitz
Pflugschar im Wappen von Kunowitz
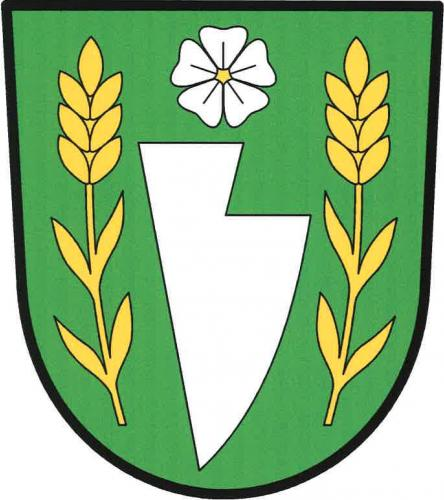
Pflugschar im Wappen von Kunzendorf
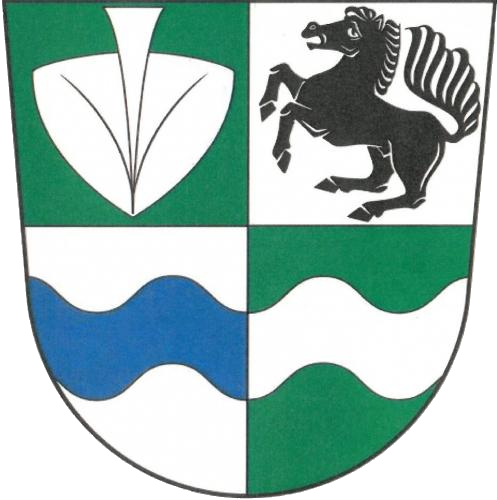
Pflugschar im Wappen von Ledetschko
Pflugschar im Wappen der Stadt Leuna
Pflugschar im Wappen von Lewiner Oels
Pflug im Wappen Liberias
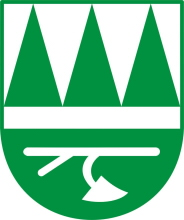
Pflug im Wappen von Lichnau
Pflugschar im Wappen von Lichtenau
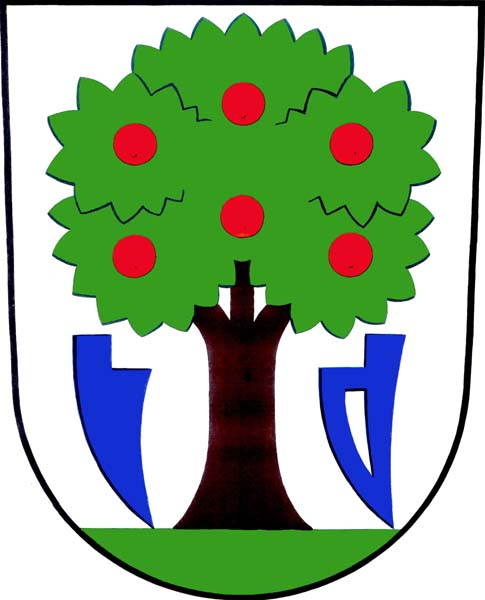
Pflugschar im Wappen von Luhatschowitz
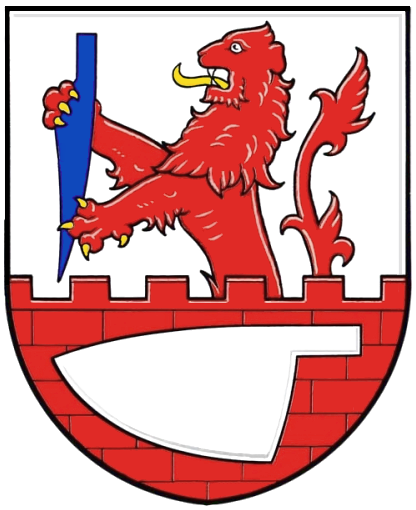
Pflugschar im Wappen von Majetein
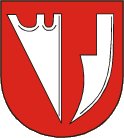
Pflugschar im Wappen von Meedl
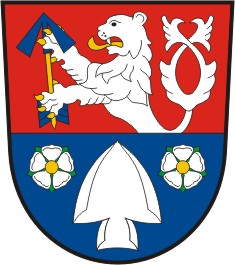
Pflugschar im Wappen von Meltsch
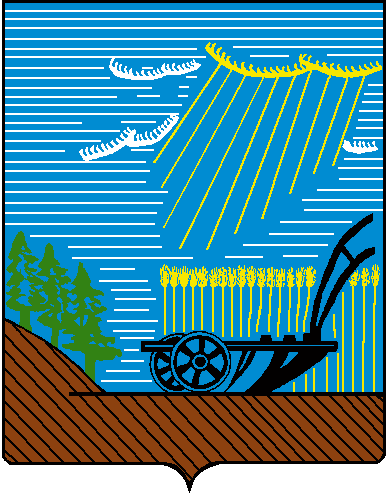
Pflug im Wappen von Müllendorf
Pflug und Pflugschar im Wappen von Nassenbart
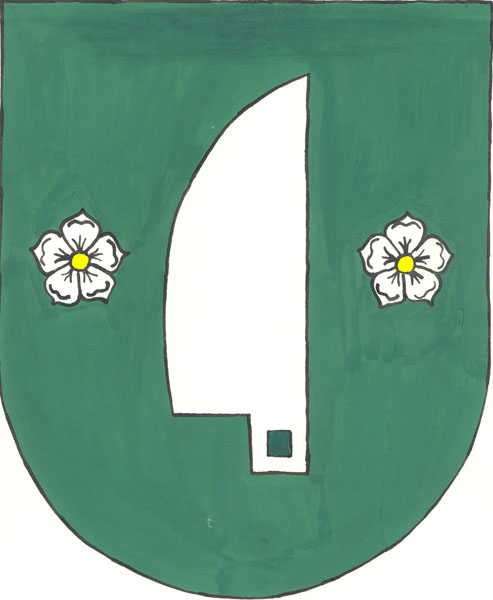
Pflugschar im Wappen von Neplachowitz
Pflug im Wappen von Neuler
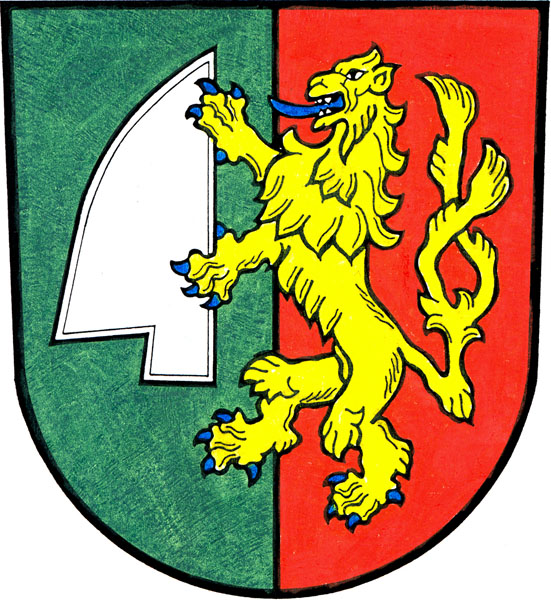
Pflugschar im Wappen von Neulublitz
Pflugschar im Wappen von Neuprerau
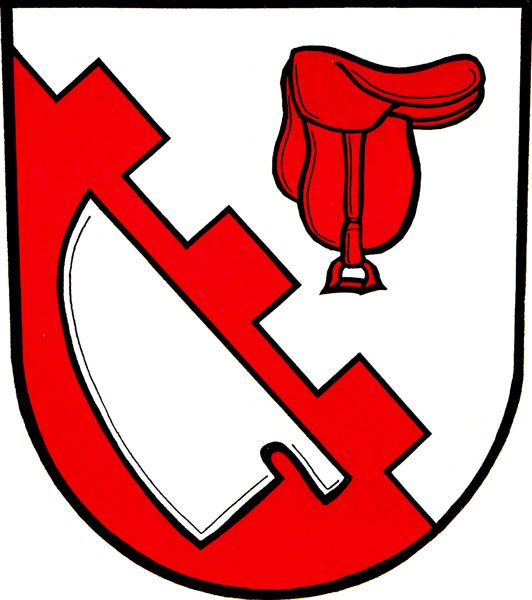
Pflugschar im Wappen von Neusedlitz
Pflugschar im Wappen von Oberdeutschdorf
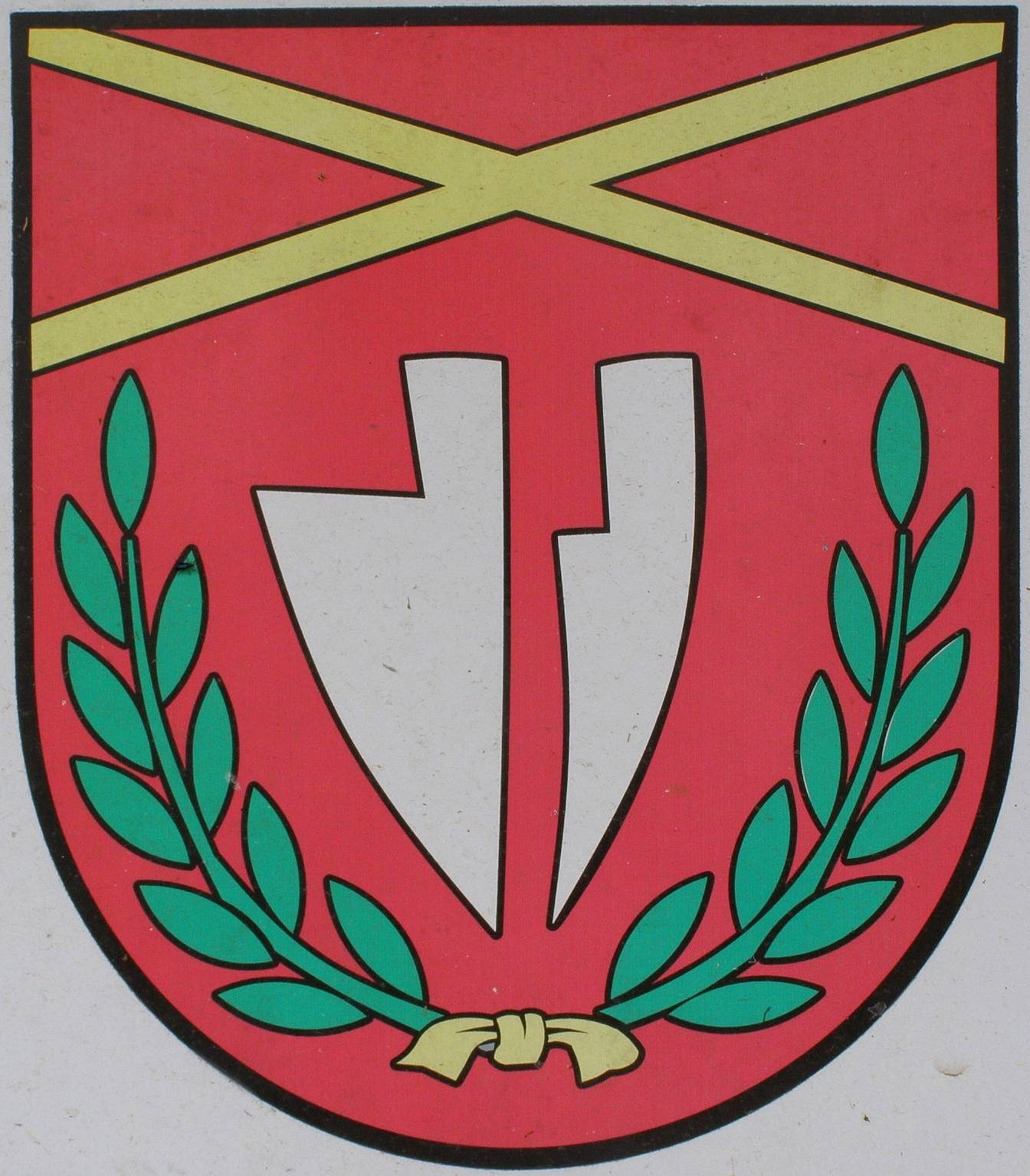
Pflugschar im Wappen von Ondrejovce
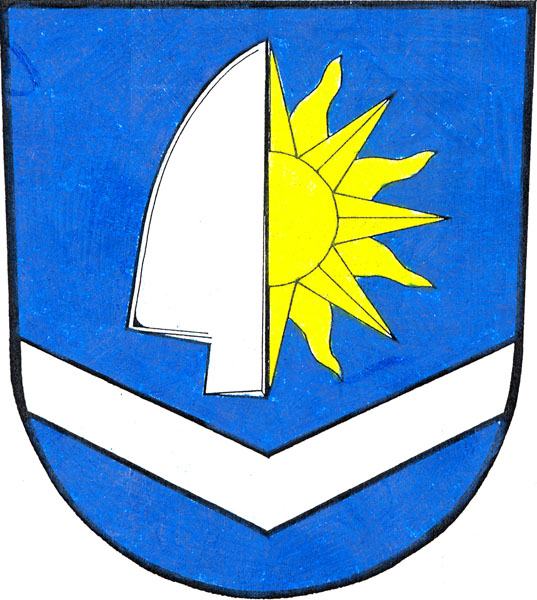
Pflugschar im Wappen von Ottendorf
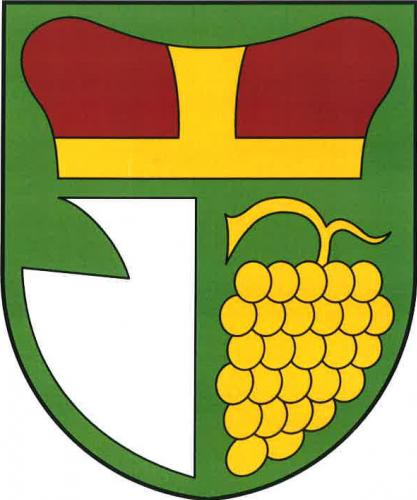
Pflugschar im Wappen von Panditz
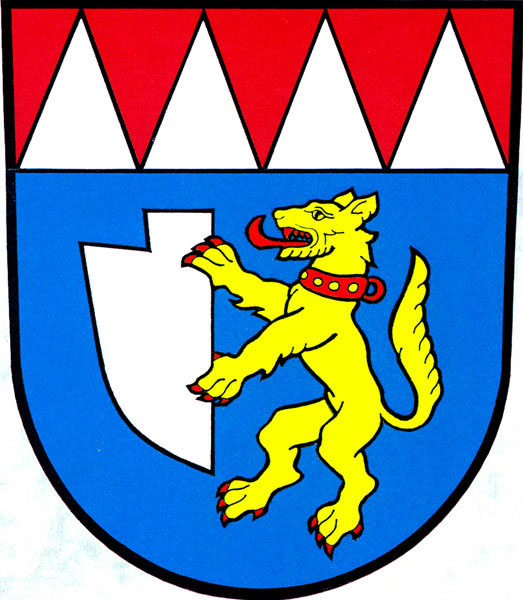
Pflugschar im Wappen von Petersdorf
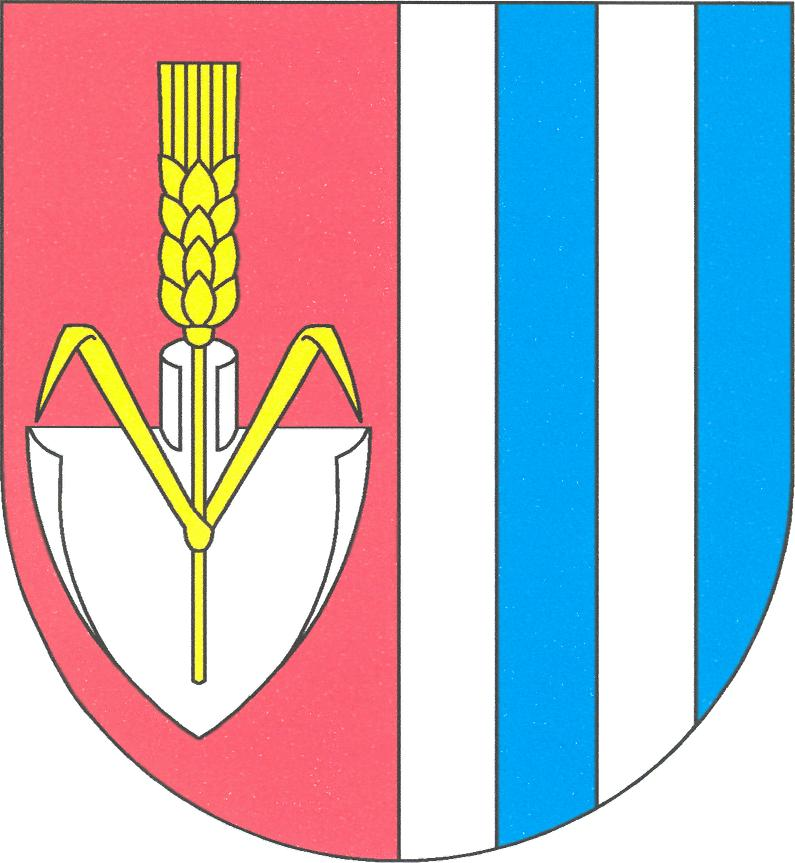
Pflugschar im Wappen von Ploscha
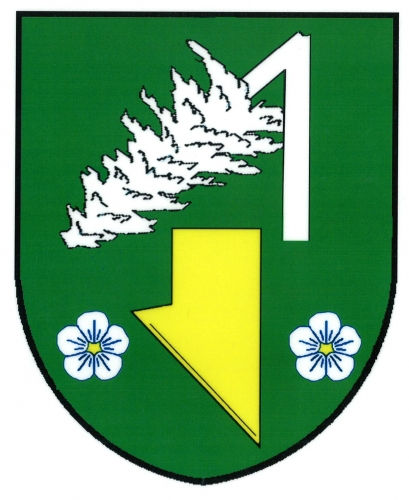
Pflugschar im Wappen von Polom
Pflugschar im Wappen von Preßburg – Kroatisch-Jahrndorf
Pflugschar im Wappen von Pustina
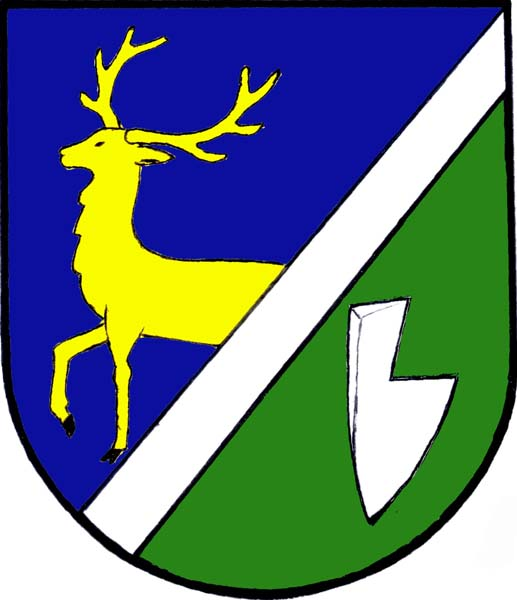
Pflugschar im Wappen von Ratschitz-Pistowitz
Pflugschar im Wappen von Reichenbach an der Fils
Pflug im Wappen von Roppitz
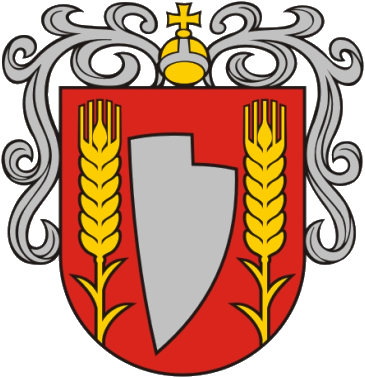
Pflugschar im Wappen von Schala
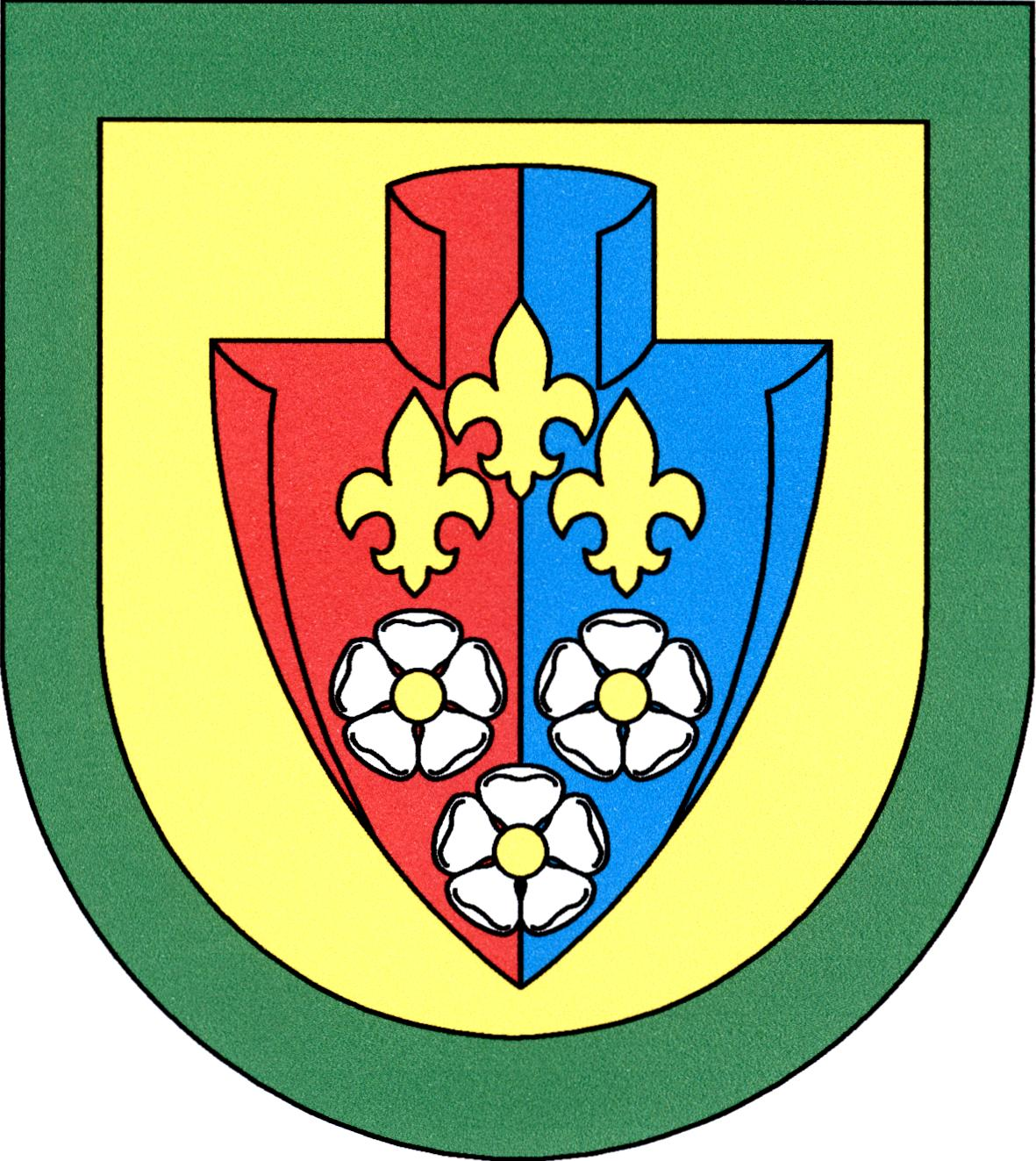
Pflugschar im Wappen von Schelesen
Pflug im Wappen von Schwarzach bei Nabburg
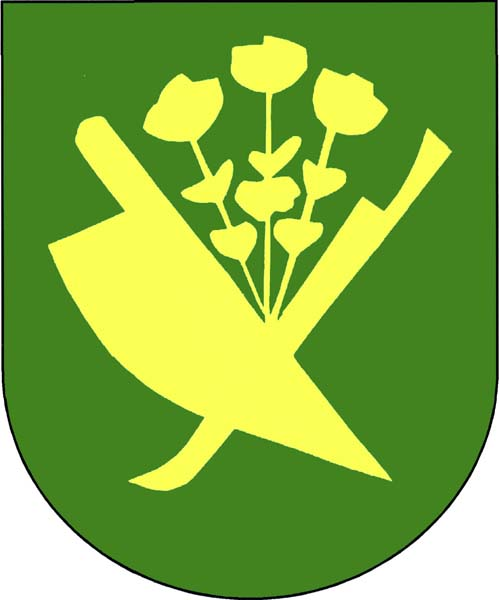
Pflugschar im Wappen von Seifersdorf
Pflug im Wappen von Straubing
Pflugschar im Wappen von Tekovský Hrádok
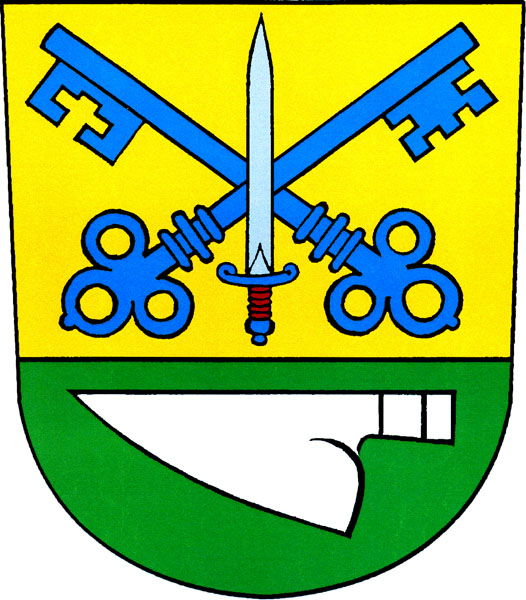
Pflugschar im Wappen von Tieschetitz
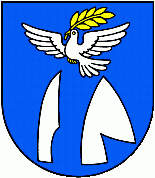
Pflugschar im Wappen von Tlmače
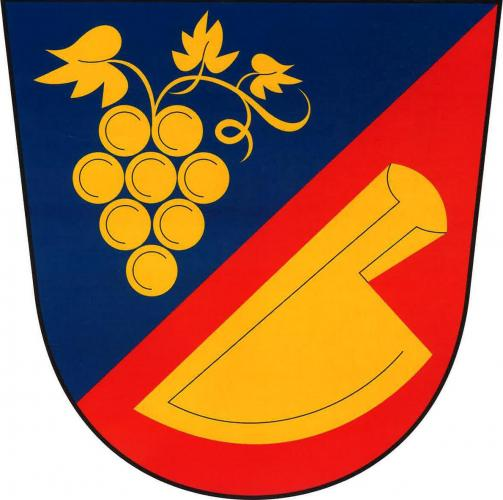
Pflugschar im Wappen von Töstitz
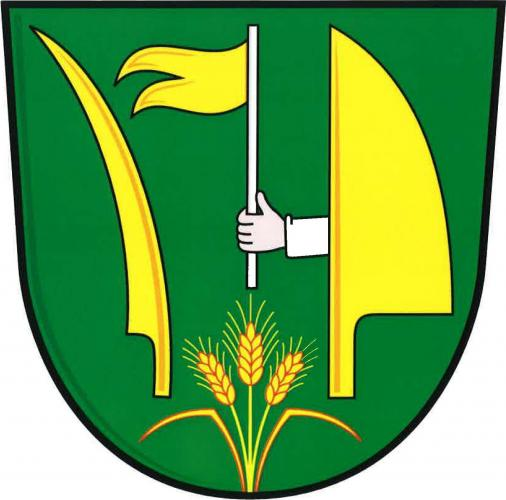
Pflugschar im Wappen von Towersch
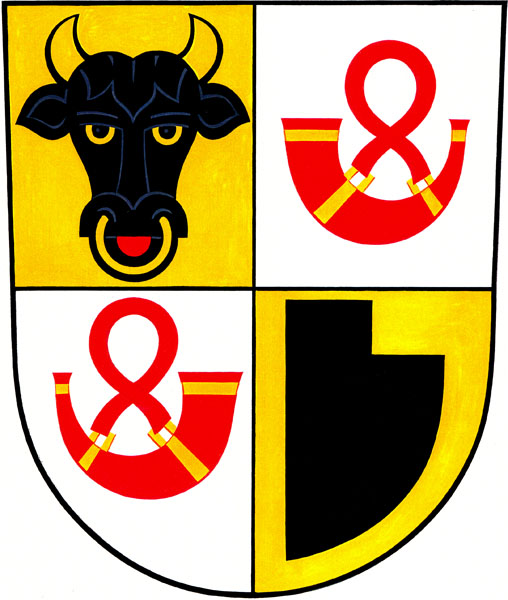
Pflugschar im Wappen von Traubek
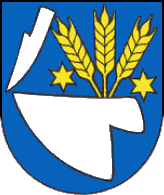
Pflugschar im Wappen von Trebischau
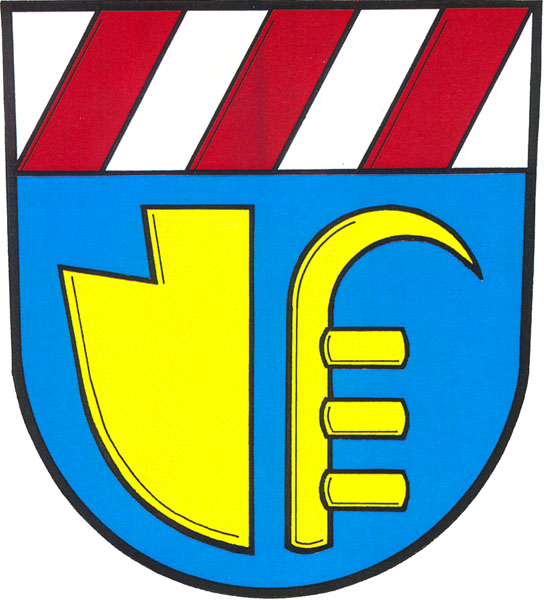
Pflugschar im Wappen von Troppau-Slatnik
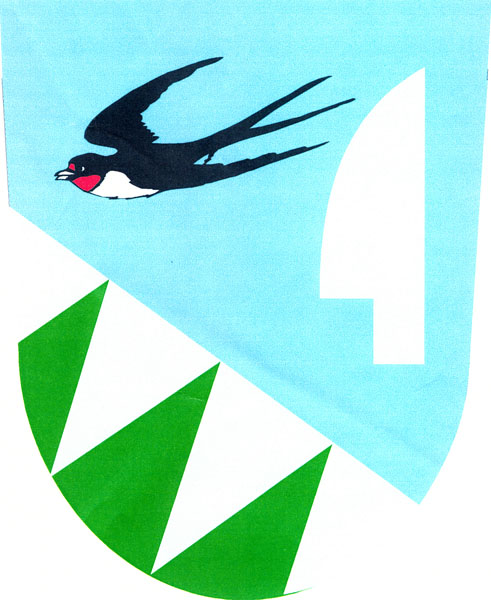
Pflugschar im Wappen von Troppau-Wlastowitz
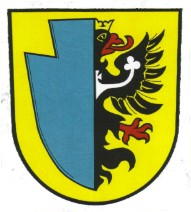
Pflugschar im Wappen von Tschirm
Pflugscharen im Wappen von Tunau
Pflug im Wappen von Ustron
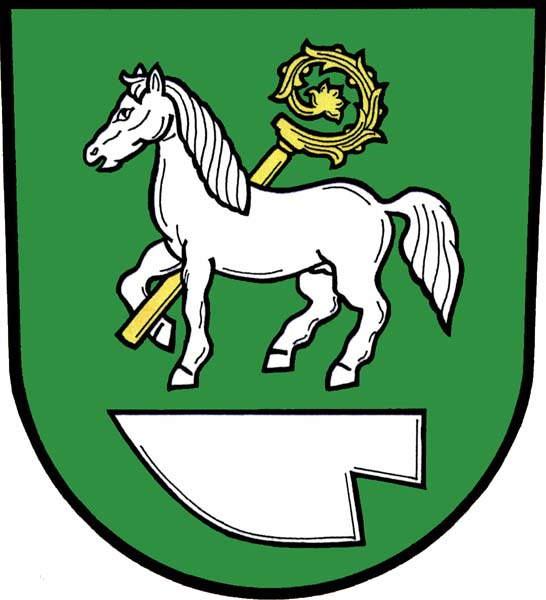
Pflugschar im Wappen von Waißak
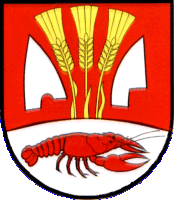
Pflugschar im Wappen von Žikava
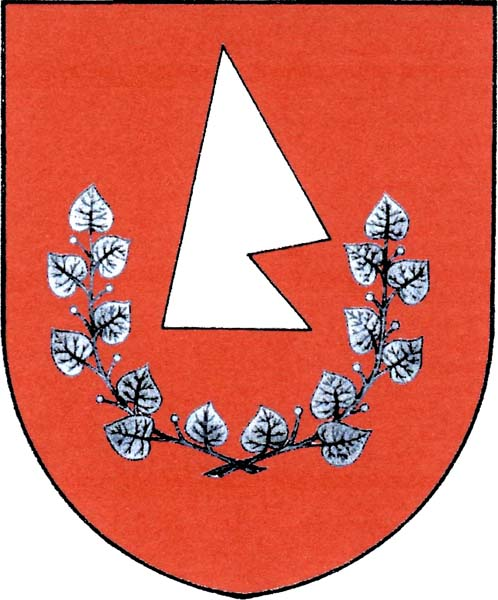
Pflugschar im Wappen von Zinsendorf
Pflugschar im Wappen von Zliner Region
Pflugschar im Wappen von Zohsee
Pflugschar im Wappen von Zottkittl